# Woden Valley
Woden Valley è un  distretto di Canberra, la capitale dell'Australia. Nel 1964 è stato dichiarato primo distretto della capitale. Oggi è abbastanza sviluppato con tanti uffici e negozi.

## Quartieri di Woden Valley
Ci sono 13 quartieri di Woden Valley che si trovano attorno al centro del distretto (Woden Town Centre), ricordando che la città di Canberra fu completamente progettata ex novo, compresi i distretti e quartieri.
- Chifley
- Curtin
- Garran
- Hughes
- Farrer
- Isaacs
- Lyons
- Mawson
- O'Malley
- Pearce
- Phillip
- Swinger Hill
- Torrens